# World Team Olympiade
World Team Olympiade was een internationaal bridge-toernooi voor nationale teams, dat eenmaal per vier jaar plaatsvond. Elk land dat lid was van de World Bridge Federation had het recht één team in te schrijven in elk van de drie categorieën: open, vrouwen en senioren (toegevoegd in 2000). 
De eerste editie werd gehouden in 1960. Het toernooi is twee keer in Nederland gehouden: in 1980 in Valkenburg en in 2000 in Maastricht.
Vanaf 2008 werd de World Team Olympiade voortgezet onder de naam World Bridge Games.
| Nr | Jaar/ Plaats       | Categorie | #teams | Goud                          | Zilver              | Brons               | Nederlands team                                                                |
| -- | ------------------ | --------- | ------ | ----------------------------- | ------------------- | ------------------- | ------------------------------------------------------------------------------ |
| 1  | 1960 Turijn        | open      | 29     | Frankrijk                     | Engeland            | Noorwegen           | 22 (Boender, Cats, Kramer, Lengyel, Oudshoorn)                                 |
| 1  | 1960 Turijn        | vrouwen   | 14     | Verenigde Arabische Republiek | Frankrijk           | Denemarken          | 20 (Blitzblum, Brouwers, Levenbach, Thorbecke, Westerveld)                     |
|    |                    |           |        |                               |                     |                     |                                                                                |
| 2  | 1964 New York      | open      | 29     | Italië                        | Verenigde Staten    | Verenigd Koninkrijk | 22 (Boender - Helleman, Kaiser - Kokkes, Oudshoorn - Rijke)                    |
| 2  | 1964 New York      | vrouwen   | 15     | Verenigd Koninkrijk           | Verenigde Staten    | Frankrijk           | Nederland nam niet deel                                                        |
|    |                    |           |        |                               |                     |                     |                                                                                |
| 3  | 1968 Deauville     | open      | 33     | Italië                        | Verenigde Staten    | Canada              | 4 (Van Heusden - Kokkes, Kreijns - Slavenburg, Rebattu sr - Rebattu jr)        |
| 3  | 1968 Deauville     | vrouwen   | 19     | Zweden                        | Zuid-Afrika         | Verenigde Staten    | 11 (Akkerman - Mirrer, Gerards - Sniekers, Hogers - Hoving)                    |
|    |                    |           |        |                               |                     |                     |                                                                                |
| 4  | 1972 Miami Beach   | open      | 39     | Italië                        | Verenigde Staten    | Canada              | 20 (Bisht - Van Oppen, Van Heusden - Kreijns, Rebattu - Sint)                  |
| 4  | 1972 Miami Beach   | vrouwen   | 18     | Italië                        | Zuid-Afrika         | Verenigde Staten    | 8 (Berenson - Westerveld, Van Dam - Hoogenkamp, Hoving - Nije)                 |
|    |                    |           |        |                               |                     |                     |                                                                                |
| 5  | 1976 Monte Carlo   | open      | 45     | Brazilië                      | Italië              | Verenigd Koninkrijk | 22 (Van Besouw - Kreijns, Bisht - Van Oppen, Felten - Vergoed)                 |
| 5  | 1976 Monte Carlo   | vrouwen   | 21     | Italië                        | Verenigd Koninkrijk | Verenigde Staten    | 13 (Akkerman - De Kater, Bakker - Van Cuyk, Van Heusden - Mirrer)              |
|    |                    |           |        |                               |                     |                     |                                                                                |
| 6  | 1980 Valkenburg    | open      | 58     | Frankrijk                     | Verenigde Staten    | Nederland           | 3 (Kreijns - Vergoed, Maas - Zwaan, Mulder - Van Oppen)                        |
| 6  | 1980 Valkenburg    | vrouwen   | 29     | Verenigde Staten              | Italië              | Verenigd Koninkrijk | 9 (Hoogenkamp - Verhees, Kaas - Vriend, Van der Pas - Schippers)               |
|    |                    |           |        |                               |                     |                     |                                                                                |
| 7  | 1984 Seattle       | open      | 54     | Polen                         | Frankrijk           | Denemarken          | 11 (Bomhof - Jacobs, Maas - Schippers, Sint - Rebattu)                         |
| 7  | 1984 Seattle       | vrouwen   | 23     | Verenigde Staten              | Verenigd Koninkrijk | Frankrijk Nederland | 3 (ex aequo) (Van den Brom - Erich, Kaas - Vriend, Van der Pas - Schippers)    |
|    |                    |           |        |                               |                     |                     |                                                                                |
| 8  | 1988 Venetië       | open      | 56     | Verenigde Staten              | Oostenrijk          | India               | 15 (Borm - Maas, Van den Brom - Mulder, Kirchhoff - Tammens)                   |
| 8  | 1988 Venetië       | vrouwen   | 37     | Denemarken                    | Verenigd Koninkrijk | Bulgarije           | 13 (ex aequo) (Arnolds - Vriend, Van der Pas - Schippers, Pasman - Simons)     |
|    |                    |           |        |                               |                     |                     |                                                                                |
| 9  | 1992 Salsomaggiore | open      | 57     | Frankrijk                     | Verenigde Staten    | Nederland           | 3 (De Boer - Muller, Leufkens - Westra, Van der Neut - Nooijen)                |
| 9  | 1992 Salsomaggiore | vrouwen   | 34     | Oostenrijk                    | Verenigd Koninkrijk | Frankrijk           | 5 (ex aequo) (Arnolds - Vriend, Bakker - Gielkens, Van der Pas - Schippers)    |
|    |                    |           |        |                               |                     |                     |                                                                                |
| 10 | 1996 Rhodos        | open      | 71     | Frankrijk                     | Indonesië           | Denemarken          | 13 (ex aequo) (De Boer - Muller, Jansen - Westerhof, Van der Neut - Paulissen) |
| 10 | 1996 Rhodos        | vrouwen   | 43     | Verenigde Staten              | China               | Canada              | 5 (ex aequo) (Gielkens - Van Zwol, Van der Pas - Vriend, Pasman - Simons)      |
|    |                    |           |        |                               |                     |                     |                                                                                |
| 11 | 2000 Maastricht    | open      | 72     | Italië                        | Polen               | Verenigde Staten    | 9 (ex aequo) (Bertens - Nab, De Boer - Muller, Maas - Ramondt)                 |
| 11 | 2000 Maastricht    | vrouwen   | 41     | Verenigde Staten              | Canada              | Duitsland           | 5 (ex aequo) (Van der Pas - Vriend, Pasman - Simons, Verbeek - Van Zwol)       |
| 11 | 2000 Maastricht    | senioren  | 24     | Verenigde Staten              | Frankrijk           | Zweden              | 16 (De Boer - Janssens, Elly Schippers - Henk Schippers, Oskam - Schutte)      |
|    |                    |           |        |                               |                     |                     |                                                                                |
| 12 | 2004 Istanboel     | open      | 72     | Italië                        | Nederland           | Rusland             | 2 (Brink - Van Prooijen, Drijver - Schollaardt, Jansma - Verhees)              |
| 12 | 2004 Istanboel     | vrouwen   | 43     | Rusland                       | Verenigde Staten    | Engeland            | 5 (ex aequo) (Arnolds - Vriend, Hoogweg - Van Zwol, Pasman - Simons)           |
| 12 | 2004 Istanboel     | senioren  | 29     | Verenigde Staten              | Nederland           | Duitsland           | 2 (Boegem - Janssens, Doremans - Trouwborst)                                   |
|    |                    |           |        |                               |                     |                     |                                                                                |